# Neoptòlem (diàdoc)
Neoptòlem (en grec antic: Νεοπτόλεμος, llatí: Neoptolemus) fou un oficial macedoni d'Alexandre el Gran. Segons Flavi Arrià, era membre de la dinastia epirota dels eàcides i, per tant, emparentat amb els reis de l'Epir.
Va servir a la guàrdia reial (ἑταῖροι, hetairoi), i es va destacar al setge de Gaza (332 aC), on fou el primer a escalar les muralles. En posteriors campanyes va seguir demostrant que era un militar capacitat.
A la mort del rei (323 aC) va obtenir en el repartiment la província d'Armènia. El 321 aC, Perdicas d'Orèstia, que marxava a Egipte, el va posar sota dependència d'Èumenes de Càrdia, atès que no se'n fiava. Efectivament, Neoptòlem, tan bon punt Perdicas va sortir, va entrar en contacte amb Antípatre i Cràter d'Orèstia. Quan Èumenes li va ordenar enviar un contingent, va desobeir obertament.
Llavors, Èumenes el va atacar i el va derrotar fàcilment, i va obligar les seves forces macedònies a fer jurament de fidelitat a Perdicas. Neoptòlem es va escapar amb un petit cos de cavalleria i es va unir a Cràter, a qui va convèncer de marxar contra Èumenes immediatament, pensant que no estava preparat per un nou combat. Però l'atac no fou tan sorprenent com esperaven: les forces aliades van ser derrotades, i Èumenes i Neoptòlem, que eren enemics personals, es van cercar mútuament per enfrontar-se en combat singular. Després d'una desesperada lluita, Èumenes va matar a Neoptòlem.